# Chester Barnett
Chester Barnett (Piedmont, 29 febbraio 1884 – Jefferson City, 22 settembre 1947) è stato un attore statunitense interprete di numerosissime pellicole all'epoca del muto.

## Filmografia
- The Man from the North Pole, regia di Joseph A. Golden (1912)
- The Girl in the Next Room, regia di Joseph A. Golden (1912)
- McGuirk, the Sleuth, regia di Phillips Smalley (1912)
- Her Dressmaker's Bills, regia di Phillips Smalley (1912)
- The Only Woman in Town, regia di Phillips Smalley (1912)
- Bella's Beaus, regia di Phillips Smalley (1912)
- The Blonde Lady, regia di Phillips Smalley (1912)
- A Pair of Fools, regia di Phillips Smalley (1912)
- Oh, Such a Night!, regia di Joseph A. Golden (1912)
- The Gypsy Flirt, regia di Joseph A. Golden (1912)
- Man Wanted (1912)
- The Chorus Girl, regia di Phillips Smalley (1912)
- Her Old Love, regia di Phillips Smalley (1912)
- The Valet and the Maid, regia di Phillips Smalley (1912)
- The Quarrel, regia di Joseph A. Golden (1912)
- Locked Out
- A Tangled Marriage, regia di Phillips Smalley (1912)
- The Mind Cure, regia di Phillips Smalley (1912)
- Oh! That Lemonade, regia di Phillips Smalley (1912)
- His Wife's Stratagem, regia di Phillips Smalley (1912)
- Her Visitor, regia di Phillips Smalley (1912)
- The Mad Lover, regia di Joseph A. Golden - cortometraggio (1912)

- Her Kid Sister, regia di Phillips Smalley (1913)
- Heroic Harold, regia di Phillips Smalley (1913)
- A Night at the Club, regia di Phillips Smalley (1913)

- Much Ado About Nothing, regia di Phillips Smalley (1913)

- Back to Life (1913)

- The Kitchen Mechanic, regia di Phillips Smalley (1913)
- The Lifted Veil, regia di Phillips Smalley (1914)
- Shadowed, regia di Phillips Smalley (1914)
- The Ring, regia di Phillips Smalley (1914)
- It May Come to This

- The Wishing Ring: An Idyll of Old England, regia di Maurice Tourneur (1914)

- A Gentleman from Mississippi, regia di George L. Sargent (1914)

- Old Dutch, regia di Frank Hall Crane (1915)

- What Happened to Jones, regia di Fred Mace (1915)

- The Little Miss Brown, regia di James Young (1915)

- Trilby, regia di Maurice Tourneur (1915)

- La bohème (La vie de bohème), regia di Albert Capellani (1916)

- A Girl's Folly, regia di Maurice Tourneur (1917)

- Girl of the Sea
- A Wild Goose Chase, regia di Harry Beaumont (1919)